# Krzycko Wielkie (przystanek kolejowy)
Krzycko Wielkie – przystanek kolejowy w Krzycku Wielkim, w województwie wielkopolskim, w Polsce. Położony jest na kolejowej trasie Leszno- Zbąszynek. Obecnie wykorzystywana jako przystanek (od 1999 r.) dla przewozów pasażerskich.

## Ruch pasażerski
| Rok  | Wymiana pasażerska na dobę |
| ---- | -------------------------- |
| 2017 | 20-49                      |
| 2022 | 50-99                      |